# Brezje pri Tržiču
Brezje pri Tržiču este o localitate din comuna Tržič, Slovenia, cu o populație de 361 de locuitori.

## Nume
Numele așezământului a fost schimbat din Sveta Neža (literal, "Saint Agnes") în Brezje pri Tržiču în 1955. Numele a fost schimbat pe baza Legii nr. 1948 privind denumirile așezărilor și desemnărilor de piețe, străzi și clădiri ca o parte din eforturile guvernului comunist postbelic din Slovenia de a elimina elementele religioase din toponime.

## Biserica
Biserica locală este dedicată Sfântului Agnes (slovenia: sveta Neža).